# یوناس فورنباخ
یوناس فورنباخ (انگلیسی: Jonas Föhrenbach؛ زادهٔ ۲۶ ژانویهٔ ۱۹۹۶) بازیکن فوتبال اهل آلمان است.
از باشگاه‌هایی که در آن بازی کرده‌است می‌توان به باشگاه فوتبال فرایبورگ اشاره کرد.
وی همچنین در تیم‌های ملی فوتبال جوانان آلمان و جوانان آلمان بازی کرده‌است.